# Budynek administracji na Wawelu
Budynek administracji – gmach nr 8, wchodzący w skład zabudowy Wzgórza Wawelskiego. Wybudowano go w 1950 r. według projektu Witolda Minkiewicza na miejscu wyburzonego neogotyckiego domu rekonwalescentów wojennych. Do XIX wieku na miejscu budynku znajdowało się pięć stojących w rzędzie średniowiecznych Domów wikariuszy katedralnych. Obecnie Znajdują się tu biura Państwowych Zbiorów Sztuki, a dawniej także Kierownictwa Odnowienia Zamku Królewskiego.

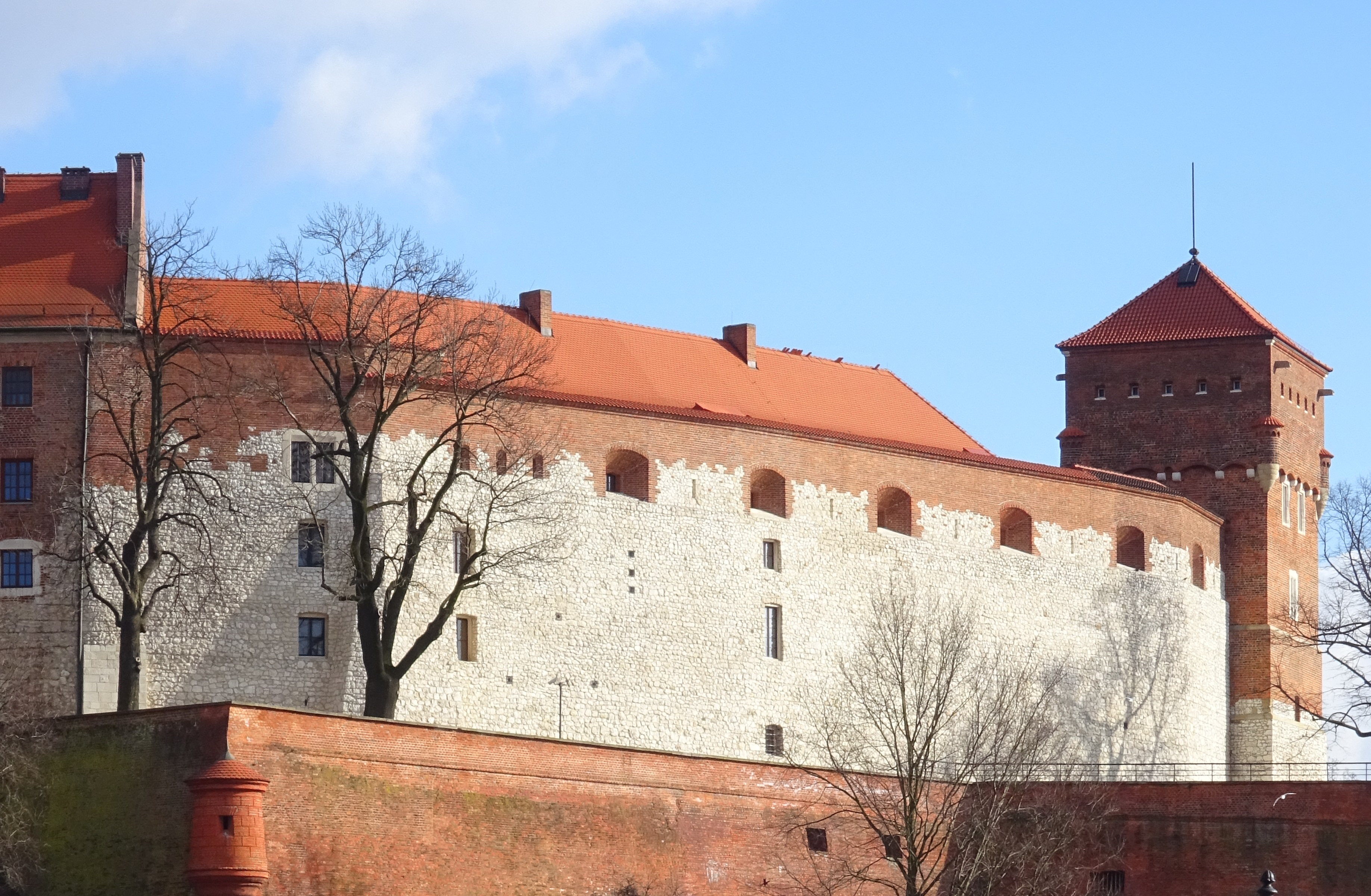
Budynek Administracji i Baszta Złodziejska widziane od strony Bulwarów Wiślanych